# 勇敢的米哈伊

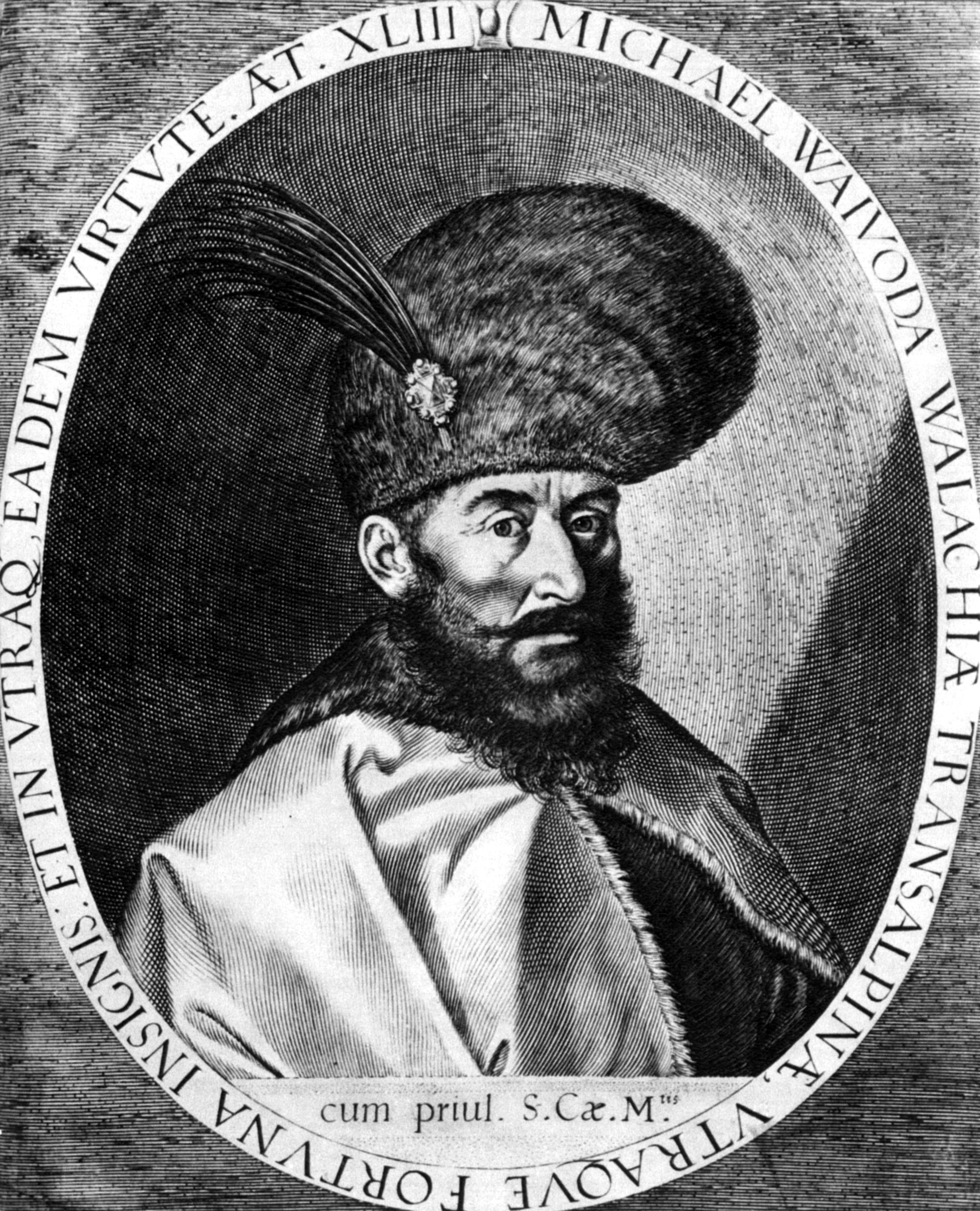
勇敢的米哈伊

勇敢的米哈伊（罗马尼亚语：Mihai Viteazul；匈牙利语：Vitéz Mihály，1558年—1601年8月9日），在历史上首次将瓦拉几亚、特兰西瓦尼亚和摩尔达维亚三个小国统一在一起的君主。虽然他的统一仅仅持续了6个月，但是已经奠定了今日罗马尼亚疆域的基础，因此他被认为是罗马尼亚最伟大的民族英雄之一。
米哈伊自称是前任瓦拉几亚王公的私生子，但是一些历史学家认为这只不过是他捏造出来的事实，好使自己的统治合法化。1593年10月11日，米哈伊在奥斯曼帝国的扶植下成为瓦拉几亚的君主。
1594年秋，在与特兰西瓦尼亚和摩尔达维亚签订盟约之后，米哈伊起兵反抗奥斯曼帝国，参加神圣罗马帝国发起的十三年战争。次年，米哈伊同特兰西瓦尼亚签订条约，承认其宗主权，之后，在特兰西瓦尼亚的援助下，米哈伊屡次击败奥斯曼帝国军队，夺取了包括布加勒斯特在内的多瑙河沿岸大片地区。
1598年，特兰西瓦尼亚君主西吉斯蒙德·巴托里在妻子奧地利公主的勸誘下，让位于神圣罗马帝国皇帝鲁道夫二世，以換取魯道夫皇帝封給他的某塊領地；但是不久他又改变主意，欲让位给他的堂弟安德鲁·巴托里。由于安德鲁同波兰国王西吉斯蒙德三世关系密切，且觊觎瓦拉几亚的王位，米哈伊被迫同奥斯曼帝国媾和，并以承认鲁道夫二世的宗主权为条件，争取其协助对抗波兰和特兰西瓦尼亚。1599年10月18日，米哈伊彻底击败安德鲁·巴托里的军队，征服了特兰西瓦尼亚。
此后，米哈伊拒绝承认鲁道夫的宗主权，并进军征服了摩尔达维亚。见到突然出现的一个强大国家，米哈伊周边的势力联合起来对其发动战争。到1601年初，他已经被逐出特兰西瓦尼亚和摩尔达维亚，东瓦拉几亚也被位高權重的波蘭元帥揚·扎莫厄斯基占领。米哈伊试图通过重新投靠鲁道夫二世来挽回颓势，但是在8月9日，被風評不佳的奧地利將軍喬吉奧·巴斯塔派人刺杀而死。

因為喬吉奧·巴斯塔軍紀甚差、引發不滿，奧地利軍後來在1604年，被特蘭西瓦尼亞的加爾文教貴族伯茨凯·伊什特万的抗暴軍趕跑，特蘭西瓦尼亞恢復自主地位。